# Técnico em meio ambiente
Técnico em Meio Ambiente é uma formação de nível médio na qual se obtém conhecimentos técnico-científicos para atuação em atividades relacionadas à preservação, conservação e recuperação de ecossistemas e meio ambiente. O profissional depois de formado está habilitado para coletar, armazenar e interpretar dados, informações e documentações ambientais. Pode elaborar relatórios e estudos ambientais, propor medidas mitigadoras dos impactos ambientais negativos e de recuperação de áreas degradadas, e executar sistemas de gestão ambiental. 

## No Brasil
No Brasil, o Técnico em Meio Ambiente é um profissional com formação de nível médio,
Os cursos que formam Técnicos em Meio Ambiente podem ser encontrados em instituições públicas, de formação subsequente, após o estudante concluir o ensino médio ou integralizado ao ensino médio, vinculadas à universidades e Institutos Federais, como também, em instituições privadas, com destaque para a entidade civil de Serviço Nacional de Aprendizagem Industrial - SENAI, e o Serviço Nacional de Aprendizagem Comercial - Senac, em âmbito nacional. O curso necessita ter carga horária mínima de 1200 horas (exigida pelo Ministério da Educação); contudo, de acordo com o projeto pedagógico de cada instituição, a carga horária pode aumentar,; em geral, tem duração de dois anos (formação subsequente), repartido por uma carga horária de aulas teóricas e outra de aulas práticas (inclusive em laboratórios). Com a aprovação em um trabalho final de curso o aluno receberá um diploma.
De acordo com o Catálogo Nacional de Cursos Técnicos, do Ministério da Educação - MEC, compete ao perfil profissional do Técnico em Meio Ambiente: execução de levantamentos ambientais; identificação dos padrões de produção e consumo de energia; execução e coordenação dos sistemas de coleta seletiva; organização de programas de Educação Ambiental, com base no monitoramento, prevenção e correção das atividades antrópicas e conservação dos recursos naturais, através de análises prevencionista; organização de redução, reuso e reciclagem de resíduos e/ou recursos utilizados em processos indústrias; operação de sistemas de tratamento de poluentes e resíduos sólidos; análise sobre relação de sistemas econômicos e as interações destes com o meio ambiente; execução de plano de ação e manejo de recursos naturais; elaboração de relatórios periódicos das atividades e modificações dos aspectos e impactos ambientais de um processo, indicando as consequências de modificações; entre outras. Pode atuar em instituições de assistência técnica, pesquisa e extensão rural, estações de tratamento de resíduos, cooperativas e associações, empresas de licenciamento ambiental, unidades de conservação ambiental, bem como, em empreendimento próprio ou como profissional autônomo. 
• O Técnico em Meio Ambiente é o profissional com atuação fundamental em diversas atividades de instituições públicas e privadas, tais como:
1. Análises física, química e microbiológica da água e dos solos.
2. Georreferenciamento de áreas com identificação de trilhas, residências, mananciais, vegetação, dentre outros aspectos como a digitalização de mapas.
3. Caracterização dos aspectos sócio-econômicos de comunidades.
4. Interpretação de resultados de parâmetros hidrológicos.
5. Execução e monitoramento do manejo racional dos recursos hídricos, bem como de atividades relativas ao funcionamento de estações de tratamento de água e resíduos sólidos.
6. Desenvolvimento de atividades relativas à prevenção e minimização de impactos ambientais negativos.
7. Gestão e fiscalização ambiental.
8. Apoio à implantação e condução de políticas ambientais.
9. Participação na elaboração de AIA/EIA/RIMA.
10. Participação em projetos ambientais.

• Esse profissional poderá atuar de forma autônoma, nos limites de suas atribuições e responsabilidade técnica, junto à:
1. Companhia de Água e Esgoto;
2. Fundação de Saúde;
3. Indústrias consumidoras de água bruta;
4. Farmácia de manipulação;
5. Hospitais ou Clínicas, Laboratórios;
6. OEMAS (Organizações Estaduais do Meio Ambiente);
7. Unidades de Conservação (parques e reservas);
8. Apoio de atividades ligadas à Educação Ambiental em Instituições de Ensino.[6]